# Capcană mortală
Capcană mortală (titlu original: Bullet Head) este un film americano-bulgăresc  din 2017 scris și regizat de Paul Solet. Este creat în genurile dramatic, thriller polițist. Rolurile principale au fost interpretate de actorii Adrien Brody, Antonio Banderas și John Malkovich.

## Prezentare
Trei răufăcători ajung captivi într-un depozit municipal, cu polițiștii pe urmele lor. Ceea ce nu știu ei este că aici se află o amenințare și mai mare: un câine de luptă de neoprit.

## Distribuție
- Adrien Brody - Stacy
- John Malkovich - Walker
- Antonio Banderas - Blue
- Rory Culkin - Gage
- Alexandra Dinu - Grace
- Ori Pfeffer - The Handler

## Lansare și primire
Filmul are un scor de 54% pe Rotten Tomatoes.